# Guerinia micans
Guerinia micans är en tvåvingeart som beskrevs av Robineau-desvoidy 1863. Guerinia micans ingår i släktet Guerinia och familjen parasitflugor.
Artens utbredningsområde är Frankrike. Inga underarter finns listade i Catalogue of Life.